# Scleria obtusa
Scleria obtusa är en halvgräsart som beskrevs av Earl Lemley Core. Scleria obtusa ingår i släktet Scleria och familjen halvgräs. Inga underarter finns listade i Catalogue of Life.